# Steve Ditko
Stephen J. "Steve" Ditko (Johnstown, Pennsylvania, 1927. november 2. – New York, 2018. június 27.) amerikai képregényrajzoló. A műfaj ezüstkorának egyik kiemelkedő alkotója. Legismertebb alkotásai: Pókember és Doktor Strange.

## Pályája

### Korai évek
Ditko a pennsylvaniai Johnstownban született. Apja, Stephen az egykori Csehszlovákiából áttelepült ács volt, anyja, Anna pedig házi asszony. A képregényeket apja szerettette meg Ditkóval, aki nagy rajongója volt a harmincas évek napilapjaiban megjelenő folytatásos sorozatoknak. Ditko maga leginkább Batmant és Will Eisner Spiritjét kedvelte.
Miután 1945-ben befejezte a középiskolát, katonai szolgálatra jelentkezett, amit a háború utáni Németországban teljesített. A sereg lapja megjelentette néhány alkotását. Leszerelése után beiratkozott a Cartoonists and Illustrators Schoolba, ahol a korábbi Batman-rajzoló, Jerry Robinson tanította.
Munkáival a nagyközönség először a DC Comics Fantastic Fearsének 5. számában találkozott 1953-ban. 1954-től 1986-os megszűnéséig rendszeresen alkotott a Charlton kiadónak. 1955-től kezdett a Marvel Comicsnak (akkori nevén Atlas) is rajzolni.
Korai művei horror-, sci-fi és fantasyképregények voltak. Első szuperhőse Captain Atom volt, aki a Space Adventures 33.-ban debütált.

### A hatvanas évek
Ditko tovább dolgozott párhuzamosan a Marvelnek és a Charltonnak. Ez idő alatt egyre inkább újra divatba jöttek a szuperhősök. 1962-ben Stan Lee engedélyt kapott a kiadójától újszerű, kamasz hősének, a Pókembernek kiadásához. Miután Lee nem volt elégedett Jack Kirby vázlataival a karakterhez, Ditko-t bízta meg a történet megrajzolásával. Ditko ötlete volt az egész arcos maszk, a csuklóra szerelhető hálóvető és a pókszignál. Pókember az Amazing Fantasy utolsó, 15-ös számában debütált, néhány hónap múlva azonban saját sorozattal tért vissza, amelynek első harmincnyolc számát Steve Ditko rajzolta, ez idő alatt a legtöbb fontos szereplő bemutatkozott a sorozatban. Időközben egyre több beleszólást kapott a történetekbe is.
Másik híres, Lee-vel közösen alkotott szereplője Dr Strange szintén a hatvanas évek elején bukkant fel a Strange Tales (110-111, 114-146) lapjain. A sorozat ábrázolás módja misztikus tájképeivel és különös teremtményeivel igen újszerűen hatott.
Steve Ditko másik két híres Marvel karakteren is dolgozott egy rövid ideig. Vasember kalandjait a Tales of Suspense 47-49. számaiban rajzolhatta, ekkor szerepelt a hős először piros-arany páncélban. Hulkot pedig az első sorozatának utolsó számában, majd a Tales to Astonish 60-67. számaiban rajzolta. A zöld óriás főellensége az Irányító (Leader) ekkor bukkant fel a sorozatban.
Az évtized közepére Ditko viszonya Stan Lee-vel megromlott, ezért ott hagyta a Marvelt, és a továbbiakban leginkább a Charltonnak dolgozott. Ekkori munkái Blue Beetle (1967–1968), The Question (1967–1968) és a korábbi alkotása Captain Atom. 1966 és 1967 között tizenhat Archie Goodwinnal készített horror története jelent meg a Creepy és Eerie lapjain.
1967-ben jelentette meg legellentmondásosabb karakterét Mr. A-t. Kalandjait egészen a hetvenes évek végéig folytatta, majd 2000-ben és 2009-ben visszatért hozzá újra.
1968-ban rövid ideig dolgozott a DC comics-nak is. Ekkor alkotta Sólyom és Galamb (Hawk & Dove), és a Creeper karakterét.

### A hetvenes évektől haláláig
A hetvenes évektől leginkább szabadúszóként dolgozott. Rövid ideig több kiadónál is dolgozott.
1998-ban jobbára visszavonult, néhány alkalmi kiadvánnyal jelentkezett azóta. Munkái közül azonban több napjainkig is elérhető.
2018. június 29-én holtan találták manhattani otthonában. Halálát szívroham okozta.

## Világnézete
Steve Ditko a nyilvánosságtól elvonult életet élt. A hatvanas évek óta megtagadott minden interjút és nyilvános szereplést. Saját bevallása szerint azt akarta, hogy a „munkája beszéljen helyette”
Ditko Ayn Rand Objektivizmus nevű filozófiai irányzatának volt a követője.

## Fontosabb munkái
Marvel
- Amazing Adventures #1–6; későbbi címén:

Amazing Adult Fantasy #7–14; későbbi címén:
Amazing Fantasy #15
- The Amazing Spider-Man #1–38

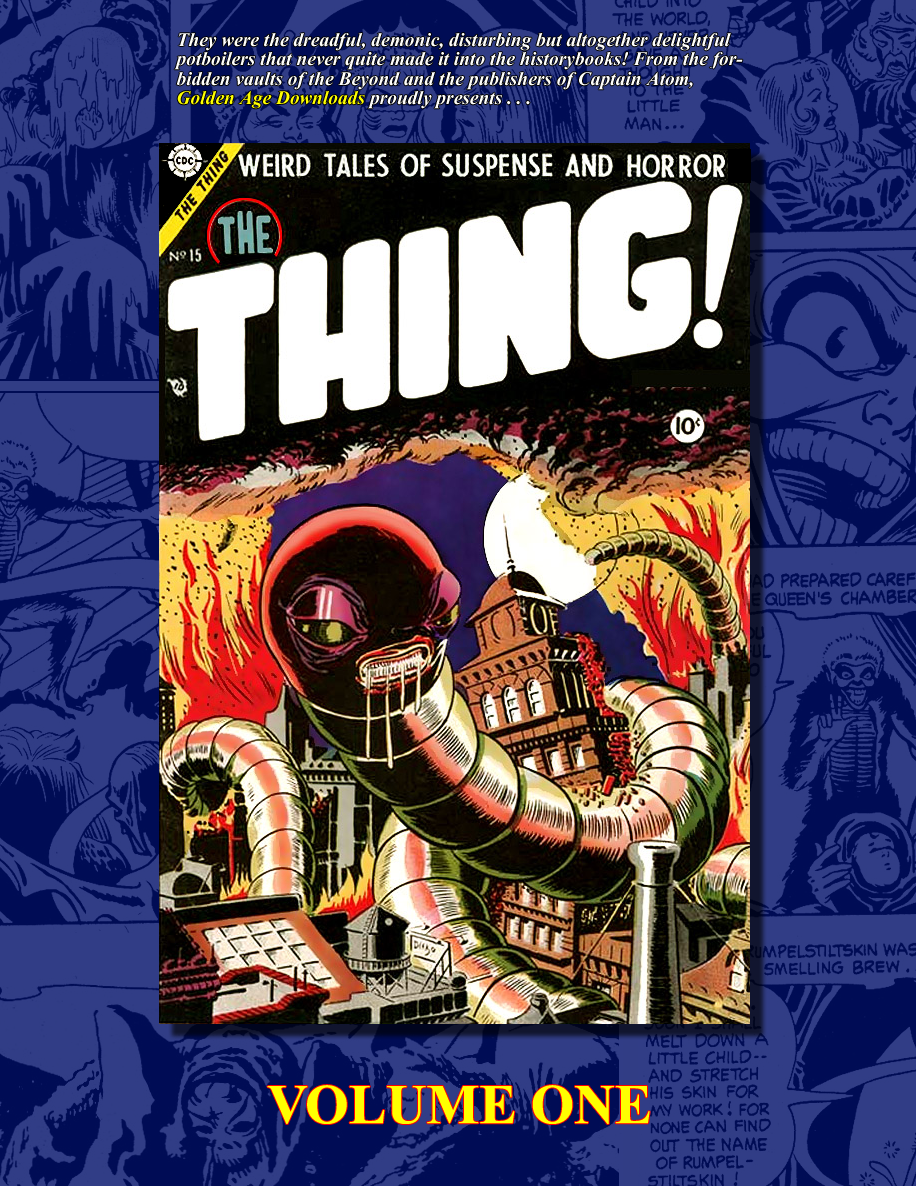

- The Amazing Spider-Man Annual #1–2
- The Avengers Annual #13,15
- Strange Tales #110–111, 114–146 (Doctor Strange)
- Strange Tales Annual #2
- The Fantastic Four #13 (Tusrajz Jack Kirbynek)
- The Incredible Hulk #2 (Tusrajz Jack Kirbynek), #6
- Phantom 2040 #1–4 (A Fantom)
- Tales of Suspense #47–49 (Vasember)
- Tales to Astonish #60–67 ( Hulk #60–67, Óriás #61)
- Speedball #1–10
- Rom Spaceknight #59–75, Annual #4

DC
- Showcase #73 (Első Creeper), #75 (első, The Hawk and the Dove)
- Beware the Creeper #1–6
- The Hawk and the Dove #1–2
- Shade, the Changing Man #1–8
- World's Finest Comics #249–255 (szöveg és rajz, Creeper)
- Detective Comics #483-485 (The Demon)
- Detective Comics #487
- Legion of Super-Heroes #268, 270, 272
- Cancelled Comics Cavalcade #1, 2, #9

Charlton
- Blue Beetle #1–5
- Mysterious Suspense #1
- Strange Suspense Stories #75–89 (Captain Atom)
- Captain Atom #78–89
- Ghostly Haunts, Ghostly Tales, The Many Ghosts of Doctor Graves (A legtöbb szám)

Warren
- Eerie #3–10 (1966–1967)
- Creepy #9–16 (1966–1967)

Atlas
- The Destructor #1–4 (1975)

Független
- Avenging World (1973) (Szöveg, rajz és betűk. Azonos címen egy gyűjteményes kötet is megjelent, amely tartalmazza az említett munkát is.)

## Díjak
- 1962 Alley Award Legjobb rövid történet—"Origin of Spider-Man" Stan Lee & Steve Ditko, Amazing Fantasy #15 (Marvel Comics).
- 1963 Alley Award Legjobb kalandképregény: The Amazing Spider-Man
- 1963 Alley Award Legjobb hős: Spider-Man
- 1964 Alley Award Legjobb kalandképregény hős: The Amazing Spider-Man
- 1964 Alley Award Legjobb Óriás kalandképregény: The Amazing Spider-Man Annual #1
- 1964 Alley Award Legjobb hős: Spider-Man
- 1965 Alley Award Legjobb kalandképregény hős: The Amazing Spider-Man
- 1965 Alley Award Legjobb hős: Spider-Man
- 1985 Eagle Award: Roll of Honour
- 1987, Ditko Comic-Con International Inkpot Award Ditko's World (Ditko visszautasította)

Jelölések
- 1990 Jack Kirby Hall of Fame
- 1994. Will Eisner Award Hall of Fame

## Magyarul
- Jasmine Jones: Pókember. Mozikönyv gyerekeknek; Stan Lee, Steve Ditko Marvel Comic képregénye alapján, ford. Vas Ilona; M&C Kft., Bp., 2007
- Danny Fingeroth: Pókember. Az új zöld manó; Stan Lee, Steve Ditko képregénye alapján, ford. Vas Ilona; M&C Kft., Bp., 2007
- Kate Egan: Spider-Man 3. A nagy mozikönyv; Stan Lee, Steve Ditko Marvel Comic képregénye alapján, ford. Szabó Gabriella; M&C Kft., Bp., 2007